# Фільмографія 50 Cent
Нижче наведено фільмографію американського репера й актора 50 Cent.

## Фільми
| Рік  | Назва                                             | Роль                               | Деталі              |
| ---- | ------------------------------------------------- | ---------------------------------- | ------------------- |
| 2005 | «Розбагатій або помри»                            | Маркус                             |                     |
| 2006 | «Home of the Brave»                               | Джамал Айкен                       |                     |
| 2008 | «Право на вбивство»                               | Маркус Сміт (Павук)                |                     |
| 2008 | «Перш ніж я себе знищу»                           | Клеренс                            |                     |
| 2009 | «Streets of Blood»                                | Стен Джонсон                       |                     |
| 2009 | «Наввипередки зі смертю» (англ. Dead Man Running) | Тайго (указаний як Кертіс Джексон) |                     |
| 2009 | «Caught in the Crossfire»                         | Тіно                               | Виконавчий продюсер |
| 2010 | «13»                                              | Джиммі                             |                     |
| 2010 | «Gun»                                             | Річ                                |                     |
| 2010 | «Twelve»                                          | Лайонел                            |                     |
| 2010 | «Ранковий підйом»                                 | У ролі самого себе                 |                     |
| 2011 | «Blood Out»                                       | Гардвік                            |                     |
| 2011 | «Підстава»                                        | Сонні                              |                     |
| 2012 | «All Things Fall Apart»                           | Деон                               |                     |
| 2012 | «Фрілансери»                                      | Майло                              |                     |
| 2012 | «Fire with Fire»                                  | Еміліо                             | Продюсер            |
| 2013 | «Мерзла земля»                                    | Сутенер Клейт Джонсон              | Продюсер            |
| 2013 | «План втечі»                                      | Гаш                                |                     |
| 2013 | «Останнє похмілля у Вегасі»                       | У ролі самого себе                 |                     |
| 2014 | «Vengeance»                                       | Блек                               |                     |
| 2014 | «The Prince»                                      | The Pharmacy                       |                     |
| 2015 | «Шульга»                                          | Джордан Мейнс                      |                     |
| 2018 | «Злодії»                                          | Леві                               |                     |
| 2018 | «План втечі 2»                                    | Гаш                                |                     |
| 2019 | «План втечі 3»                                    | Гаш                                |                     |
| 2023 | «Нестримні 4»                                     | Ізі                                |                     |

## Телебачення
| Рік  | Назва                     | Роль                  | Деталі                                        |
| ---- | ------------------------- | --------------------- | --------------------------------------------- |
| 2005 | «Сімпсони»                | Озвучення самого себе | Епізод: «Pranksta Rap»                        |
| 2008 | «50 Cent. Гроші та влада» | Ведучий               |                                               |
| 2009 | «Entourage»               | У ролі самого себе    | Епізод: «One Car, Two Car, Red Car, Blue Car» |
| 2011 | «The Finder»              | Big Glade             | Епізод: «Life After Death»                    |
| 2013 | «Robot Chicken»           | Озвучення самого себе | Епізод: «Eaten by Cats»                       |
| 2013 | «Dream School»            | У ролі самого себе    | Продюсер                                      |
| 2014 | Power                     | Кенан                 | Виконавчий продюсер                           |
| 2020 | «За життя»                | Кассій Докінз         |                                               |

## Відеоігри
| Рік  | Назва                          | Роль               | Деталі    |
| ---- | ------------------------------ | ------------------ | --------- |
| 2005 | 50 Cent: Bulletproof           | У ролі самого себе | Озвучення |
| 2009 | 50 Cent: Blood on the Sand     | У ролі самого себе | Озвучення |
| 2009 | Call of Duty: Modern Warfare 2 | Морський котик     | Озвучення |

## Режисерські роботи
| Рік  | Назва                            | Тип                 | Примітки                                                                      |
| ---- | -------------------------------- | ------------------- | ----------------------------------------------------------------------------- |
| 2007 | G-Unit — «Feel Good»             | Відеокліп           | До пісні з мікстейпу Return of the Body Snatchers (2007). Спільно із Scenario |
| 2008 | «Перш ніж я себе знищу»          | Фільм               | Режисерський дебют                                                            |
| 2009 | 50 Cent — «Crime Wave»           | Музичний міні-фільм | До пісні з Before I Self Destruct                                             |
| 2009 | 50 Cent — «Stretch»              | Музичний міні-фільм | До пісні з Before I Self Destruct                                             |
| 2009 | G-Unit — «I'll Be the Shooter»   | Відеокліп           | Спільно з Крісом «Broadway» Ромеро                                            |
| 2010 | Тоні Єйо — «Obama»               | Відеокліп           | До пісні з мікстейпу GPG 2: The Remixes (2010)                                |
| 2010 | Ллойд Бенкс — «Big Bully»        | Відеокліп           | До пісні з мікстейпу V.5: 80's Baby (2009)                                    |
| 2010 | Ллойд Бенкс — «On My Way»        | Відеокліп           | До пісні з мікстейпу The Cold Corner (2009)                                   |
| 2010 | Ллойд Бенкс — «Bomb First»       | Відеокліп           | До пісні з мікстейпу Halloween Havoc (2009)                                   |
| 2010 | Ллойд Бенкс — «Need to Be the 1» | Відеокліп           | До пісні з мікстейпу Halloween Havoc (2009)                                   |
| 2010 | Ллойд Бенкс — «I Get Around»     | Відеокліп           | До пісні з мікстейпу 4-30-09 (2009)                                           |
| 2014 | G-Unit — «Changes»               | Відеокліп           | До пісні з міні-альбому The Beauty of Independence (2014)                     |